# Prince hellénistique
Le Prince hellénistique est une statue en bronze conservée au Palazzo Massimo alle Terme à Rome (l'un des sites du Musée national romain). Il a été trouvé, ainsi que le Pugiliste des Thermes, sur un versant du Quirinal, probablement sur les ruines des Thermes de Constantin, le 7 février 1885, lors de la construction du Théâtre national ; les deux sculptures qui, apparemment, ont été enterrées dans l'Antiquité avec soin, ne sont cependant pas liées l'une à l'autre, appartenant à deux périodes différentes d'exécution.

## Description
La sculpture a été réalisée en bronze avec la technique dite à la cire perdue. Les yeux, aujourd'hui perdus, ont été insérés séparément. De même, il y avait probablement sur sa tête une couronne.
La sculpture représente un jeune homme nu, avec un léger voile de barbe, dans une pose héroïque ; se penchant ostensiblement avec la main gauche sur une longue tige, sur le modèle de L’Héraclès du grec Lysippe. Le poids du corps est porté sur la jambe droite. La jambe gauche, dite jambe de repos, est légèrement fléchie; lui correspond le bras droit replié dans le dos. Le choix esthétique renvoie à l'école de Pergame.
Les premières descriptions de la statue y virent un souverain hellénistique, séleucide ou attalide (notamment Attale II), mais cela est fortement contesté par de nombreux spécialistes. Le nom hellénistique est tout de même resté en l'absence de consensus sur l'identité du personnage.
En effet, certains chercheurs pensent de plus en plus qu'il s'agit d'un général romain du IIe siècle av. J.-C., mais les propositions divergent. Lehmann y a vu Quintus Caecilius Metellus Macedonicus ; Balty et Croz reconnaissent Titus Quinctius Flamininus ; Papini suggère Cnaeus Manlius Vulso ; enfin, Coarelli et Etcheto préfèrent Scipion Émilien, étant donné que la statue fut découverte à l'endroit où Scipion avait sa résidence principale. John Ma, 2010, continue de proposer un prince antigonide (Persée avant son accession ?) ou séleucide.